# CBS Overnight News
CBS Overnight News è un notiziario statunitense notturno che viene trasmesso sulla CBS durante le prime ore del mattino dal lunedì al venerdì. Il programma mantiene un formato di infotainment, incorporando titoli di notizie nazionali, internazionali e di business; interviste; previsioni meteorologiche nazionali; momenti salienti dello sport; e commenti. Fino al 1992 era conosciuto come CBS News Nightwatch e Up to the Minute fino al 18 settembre 2015. Attinge a tutte le risorse di CBS News, tra cui CBS Evening News, CBS Mornings, Newspath e Associated Press Television News. Ha presentato anche ritrasmissioni di storie selezionate da CBS News Sunday Morning, 48 Hours, 60 Minutes e Face the Nation.